# 御前崎観光ホテル
御前崎観光ホテル（おまえざきかんこうホテル）は、静岡県榛原郡御前崎町（現・御前崎市）にあったホテルである。

## 概要
当ホテルは建設中に発注元のホテル会社が倒産してしまい、それを建設会社であるムラコーが引き取ったものである。
2001年（平成13年）9月6日、親会社の建設会社ムラコーとの連鎖で御前崎観光ホテルも12億円の負債を抱えて倒産、閉鎖となった。

## 閉鎖後
ホテル閉鎖後も建物は解体されずに現存している。倒産後しばらくは管財人が管理していたが、今は新たな所有者の手に渡ったようである。しかし、建物が放置され、老朽化が進んだ。シロアリ被害は近隣住民を巻き込む程ひどくなり、解体を望む声もある。再建の噂もあるが、不透明である。